# Mohammed Dionne
Mohammed Ben Abdallah Dionne, född 22 september 1959 i Gossas, död 5 april 2024 i Paris, Frankrike, var en senegalesisk politiker. Han var Senegals premiärminister från 2014 till 2019.

## Biografi
Dionne, som var ingenjör till yrket, ansågs stå president Macky Sall nära. Han tjänstgjorde som premiärminister under Sall från 2014 till 2019, då premiärministerposten avskaffades. Han kandiderade i presidentvalet i Senegal 2024, men drog tillbaka sin kandidatur i mars av hälsoskäl, och avled kort tid därefter.